# Antal Nagy-Pál
Antal Nagy-Pál (ur. 4 lutego 1985 w Budapeszcie) – węgierski wioślarz.

## Osiągnięcia
- Mistrzostwa Świata – Linz 2008 – ósemka wagi lekkiej – 9. miejsce[1].